# Россиоглоссум
Россиоглоссум (лат. Rossioglossum) — род многолетних травянистых растений семейства Орхидные.
Аббревиатура родового названия  — Ros.
Род Rossioglossum включает шесть видов, распространённых в Гватемале, Панаме, Мексике и Гондурасе.
Эпифиты, реже литофиты в горных лесах на высотах от 1200 до 2000 метров над уровнем моря.
Некоторые представители рода и гибриды с их участием популярны в комнатном и оранжерейном цветоводстве, а также широко представлены в ботанических садах.

## Этимологияи история описания
Род назван в честь Джона Росса, английского коллекционера растений из Мексики, жившего в XIX в. Вторая часть названия образована от греческого слова γλῶσσα «язык».

## Морфологическое описание
Род представлен шестью видами эпифитных орхидей от среднего до крупного размеров.
Псевдобульбы растений имеют яйцевидно-приплюснутую форму, располагаются тесными группами. Из каждой псевдобульбы растёт по 2 крупных листа с выраженными черешками.
 Соцветия боковые, неветвящиеся, немногоцветные. Цветки крупные. Листочки околоцветника слегка отставлены назад, сходного размера или с несколько более широкими лепестками. Языковидные чашелистики и два лепестка — жёлтые с коричневыми полосками или пятнами.
Губа имеет форму раковины или веера, неотчетливо трехдольная, с выступающим каллюсом; у некоторых видов (Rossioglossum schlieperianum) окрашена также, как и остальные листочки околоцветника, у других — иначе, но всегда с такими же коричневыми пятнами (у Rossioglossum grande основной фон белый, у Rossioglossum insleayi — ярко-жёлтый).

## Систематика
Род описан Л. Гарай и Г. Кеннеди в 1976 году. В него вошли пять видов, ранее принадлежащих роду Odontoglossum. В 2003 году добавлен вид Rossioglossum hagsaterianum.

## Виды
По информации базы данных The Plant List, род включает 9 видов:
- Rossioglossum ampliatum (Lindl.) M.W.Chase & N.H.Williams
- Rossioglossum grande (Lindl.) Garay & G.C.Kenn.
- Rossioglossum hagsaterianum Soto Arenas
- Rossioglossum insleayi (Baker ex Lindl.) Garay & G.C.Kenn.
- Rossioglossum krameri (Rchb.f.) M.W.Chase & N.H.Williams
- Rossioglossum oerstedii (Rchb.f.) M.W.Chase & N.H.Williams
- Rossioglossum schlieperianum (Rchb.f.) Garay & G.C.Kenn.
- Rossioglossum splendens (Rchb.f.) Garay & G.C.Kenn.
- Rossioglossum williamsianum (Rchb.f.) Garay & G.C.Kenn.

## Охрана исчезающих видов
Все виды рода Rossioglossum входят в Приложение II Конвенции CITES. Цель Конвенции состоит в том, чтобы гарантировать, что международная торговля дикими животными и растениями не создаёт угрозы их выживанию.

## В культуре

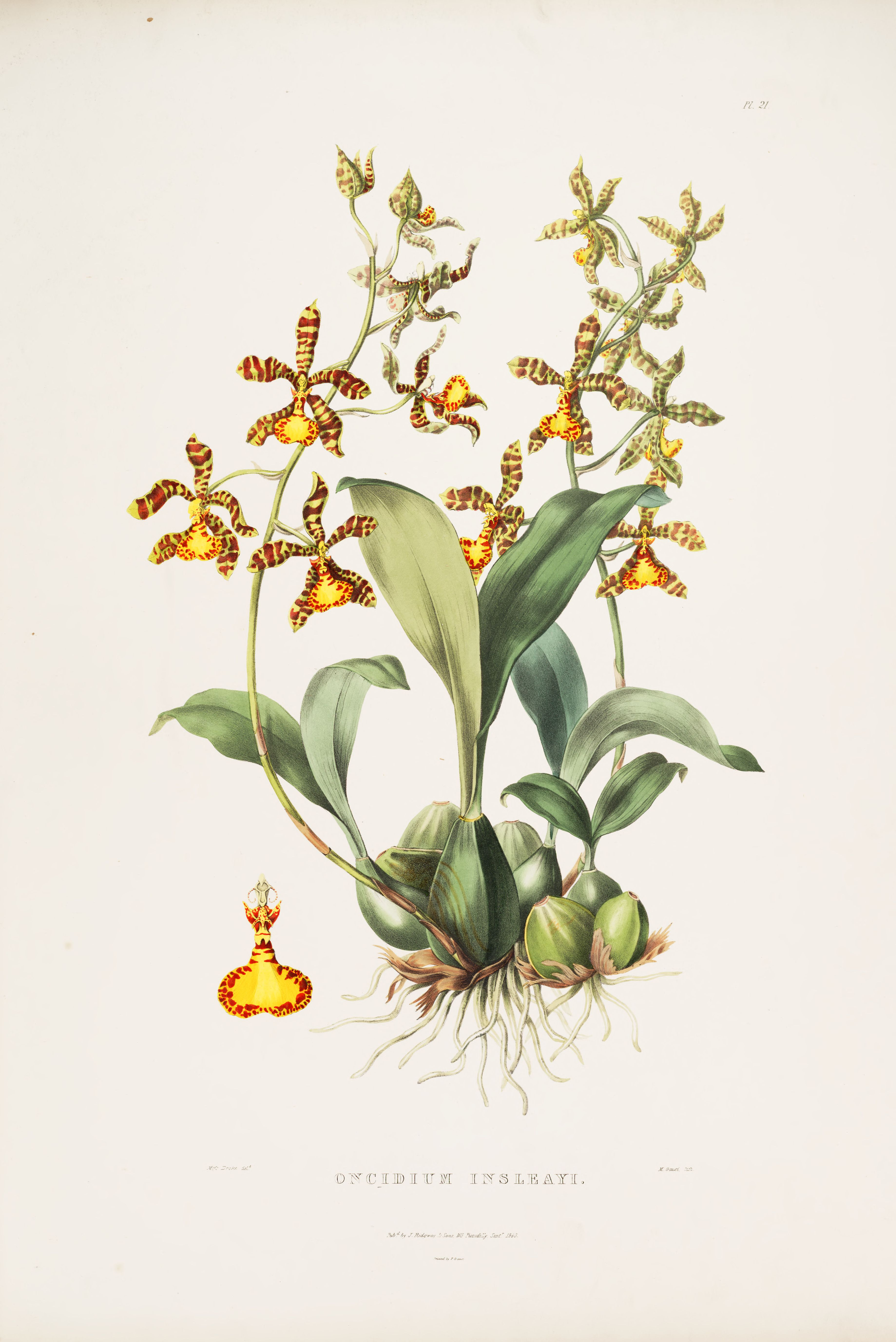
Rossioglossum insleayi
Ботаническая иллюстрация из книги «The Orchidaceae of Mexico and Guatemala», pl. 21, 1842 г.

Температурная группа холодная-умеренная.
Посадка на блок, в корзинку для эпифитов, пластиковый или керамический горшок.
Субстрат — смесь сосновой коры средней фракции (кусочки от 0,5 до 1,0 см), перлита и древесного угля.
Большинство видов и гибридов не переносят застоя влаги. Между поливами субстрат должен успеть полностью просохнуть.
Относительная влажность воздуха от 50 % и выше, в зависимости от требований вида.
Наличие движения воздуха вокруг корневой системы способствует максимальному росту, а также уменьшает риск возникновения бактериальных и грибковых инфекций. Места содержания растений желательно оборудовать постоянно работающими вентиляторами.
Все виды имеют ярко выраженный период покоя, во время которого растения содержат в более прохладных условиях и сокращают полив.

## Первичныегибриды(грексы)
- Ros. Rawdon Jester — Ros. grande × Ros. williamsianum. Создан в Великобритании Mansell and Hatcher Ltd. Был представлен на выставке в Оклахома-Сити, 19 октября 1996. Культивар «San Damiano» имел цветок 15,7 см по горизонтали и 14,6 см по вертикали[4].